# Alfonso Azuara
Alfonso Azuara Burguete (Palomar de Arroyos, Teruel, 9 de octubre de 1952 - 10 de noviembre de 2022) fue un periodista español, especializado en deportes. En septiembre de 2007 fue contratado por Onda Cero para participar en el programa deportivo nocturno Al primer toque.

## Trayectoria
Comenzó a trabajar en la redacción de deportes de Radiotelevisión Española, donde permaneció veinte años. Empieza a ser conocido en la época por radiar partidos de fútbol en Radio Exterior, de donde es apartado en septiembre de 1979 tras informar de las irregularidades que se producían en las retransmisiones de la cadena pública. En diciembre del mismo año se traslada a la redacción deportiva de RNE. Hacia 1983 presentó el espacio deportivo Tiempo y marca en TVE. En 1984 cargó en directo contra Santamaría, seleccionador patrio, tras la eliminación habitual de La Roja en sus compromisos internacionales. 
En septiembre de 1994 aparece de nuevo en el panorama periodístico cuando es fichado como subdirector del joven programa El larguero en la Cadena SER, donde protagoniza, junto a su director José Ramón de la Morena, una serie de demandas que el por entonces periodista de la COPE José María García interpone a partir del 15 de marzo de 1994 contra el espacio de la SER alegando injurias hacia su persona tanto por parte del director como de Azuara, quien le calificó como depredador del lenguaje y de la ética profesional, y cuya correspondiente denuncia por parte de García, de la cual Azuara finalmente es absuelto, llega el 20 de septiembre de 1994. Todas estas polémicas acabaron con la ubicación de El larguero como programa líder en su franja horaria hacia 1995, terminando con la hegemonía que durante años había conservado José María García a distancia insalvable.
Tras finalizar contrato con la emisora del Grupo Prisa ficha por la Cadena COPE para ser subdirector del recién nacido El tirachinas, que dirigía y presentaba José Antonio Abellán.
Desde su salida de la COPE colabora habitualmente con artículos en la revista Don Balón.
El director de deportes de Onda Cero Ángel Rodríguez lo ficha en septiembre de 2007, consecuencia de la búsqueda de un periodista cañero y especialista en investigación por parte del presidente del Grupo Antena 3 Javier González Ferrari. Participa en el programa de medianoche Al primer toque, donde realiza la sección La marcha de Azuara.
Finalizada la temporada 2011-2012, en junio son sustituidos del programa Al Primer Toque de Onda Cero tanto su director Ángel Rodríguez como Alfonso Azuara debido a la gran bajada de audiencia sufrida por el programa.